# 파블로 아이마르
파블로 세사르 아이마르 히오르다노(스페인어: Pablo César Aimar Giordano, 1979년 11월 3일 ~ )는 아르헨티나의 전 축구 선수이다. 스페인 국적도 가지고 있다.

## 클럽 경력
아이마르는 1996년 아르헨티나의 리버 플레이트에서 프로 선수로 데뷔하였다. 이후, 리버 플레이트에서의 활약을 바탕으로 2001년 스페인 프리메라리가 발렌시아로 이적하였다. 발렌시아에서도 팀의 중심이 되어 맹활약하였으나, 부상과 신임 감독의 전술 변화와 맞지 않아 2006년 레알 사라고사로 팀을 옮겼고, 2008년 포르투갈 리가의 벤피카로 다시 이적하였다.
2011-12 시즌 챔피언스리그 조별리그 맨체스터 유나이티드 FC전에서 골을 넣기도 하였다.

## 국가대표팀 경력
2002년 FIFA 월드컵과 2006년 FIFA 월드컵에 출전하였으며, 2002월드컵 조별리그 3차전 스웨덴과의 경기에서 출전하였다.